# アイスホッケー中国代表
アイスホッケー中国代表（アイスホッケーちゅうごくだいひょう）は、中国アイスホッケー協会による中国の男子アイスホッケーナショナルチームである。
2011年時点の世界ランキングは39位である。2022年北京五輪では開催国として出場権を獲得している。

## 世界選手権
- 1972 - 18位 プールC 5位
- 1973 - 19位 プールC 5位
- 1974 - 20位 プールC 6位
- 1975-1977 - 不参加
- 1978 - 20位 プールC 4位
- 1979 - 18位 プールB
- 1981 - 18位 プールC 2位（プールB昇格）
- 1982 - 15位 プールB 6位（プールC降格）
- 1983 - 19位 プールC 3位
- 1985 - 19位 プールC 3位
- 1986 - 18位 プールC 2位（プールB昇格）
- 1987 - 16位 プールB 8位（プールC降格）
- 1989 - 19位 プールC 3位
- 1990 - 19位 プールC 3位
- 1991 - 18位 プールC 2位（プールB昇格）
- 1992 - 19位 プールB 7位
- 1993 - 19位 プールB 7位
- 1994 - 20位 プールB 8位（プールC降格）
- 1995 - 25位 プールC1 5位
- 1996 - 27位 プールC 7位
- 1997 - 27位 プールC 7位
- 1998 - 28位 プールC 4位
- 1999 - 28位 プールC 4位
- 2000 - 26位 プールC 2位（ディビジョンI 昇格）
- 2001 - 27位 ディビジョンI グループB 5位
- 2002 - 28位 ディビジョンI グループB 6位（ディビジョンII降格）
- 2003 - 32位 ディビジョンII グループB 2位
- 2004 - 31位 ディビジョンII グループA 1位（ディビジョンI昇格）
- 2005 - 28位 ディビジョンI グループA 6位（ディビジョンII降格）
- 2006 - 30位 ディビジョンII グループB 1位（ディビジョンI昇格）
- 2007 - 28位 ディビジョンI グループA 6位（ディビジョンII降格）
- 2008 - 32位 ディビジョンII グループB 2位
- 2009 - 34位 ディビジョンII グループA 3位
- 2010 - 38位 ディビジョンII グループB 5位
- 2011 - 36位 ディビジョンII グループB 4位
- 2012 - 36位 ディビジョンII グループB 2位
- 2013 - 38位 ディビジョンII グループB 4位
- 2014 - 38位 ディビジョンII グループB 4位
- 2015 - 35位 ディビジョンII グループB 1位（ディビジョンII グループA昇格）
- 2016 - 34位 ディビジョンII グループA 6位（ディビジョンII グループB降格）
- 2017 - 35位 ディビジョンII グループB 1位（ディビジョンII グループA昇格）
- 2018 - 32位 ディビジョンII グループA 4位
- 2019 - 33位 ディビジョンII グループA 5位
- 2020 - コロナで中止
- 2021 - コロナで中止
- 2022 - 27位 ディビジョンII グループA 1位（ディビジョンI グループB昇格）
- 2023 - 25位 ディビジョンI グループB 3位
- 2024 - 26位 ディビジョンI グループB 4位